# Kozia Góra (Łukta)
Kozia Góra (deutsch Ziegenberg, 1926 bis 1945 Schönhausen (Ostpr.)) ist ein Ort in der polnischen Woiwodschaft Ermland-Masuren. Er gehört zur Gmina Łukta (Landgemeinde Locken) im Powiat Ostródzki (Kreis Osterode in Ostpreußen).

## Geographische Lage
Kozia Góra am Ostufer des Mahrung-Sees (polnisch Jezioro Marąg) liegt im Westen der Woiwodschaft Ermland-Masuren, 19 Kilometer nordöstlich der Kreisstadt Ostróda (deutsch Osterode in Ostpreußen).

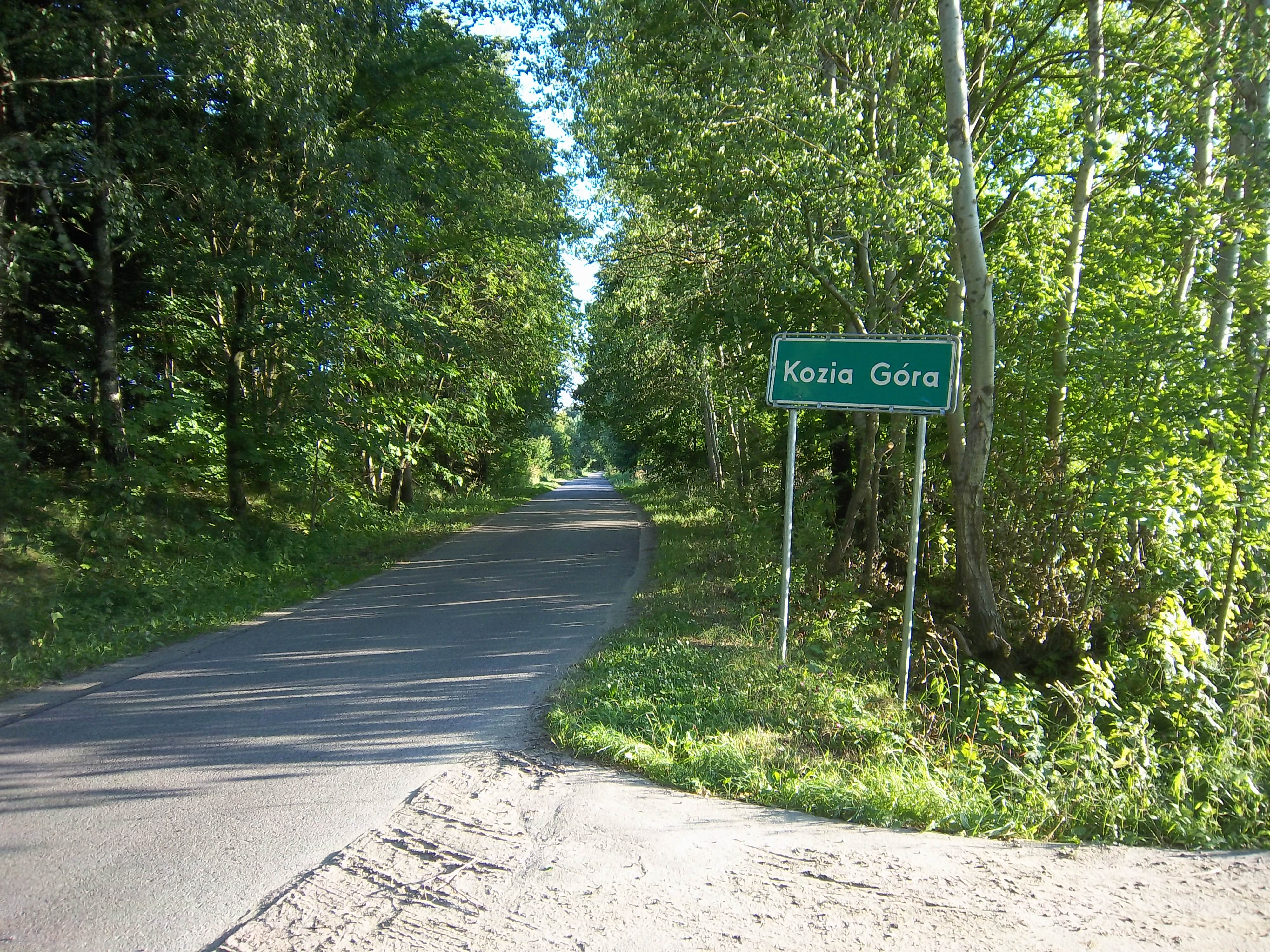
Ortseinfahrt Kozia Góra

|  |

## Geschichte

### Ortsgeschichte

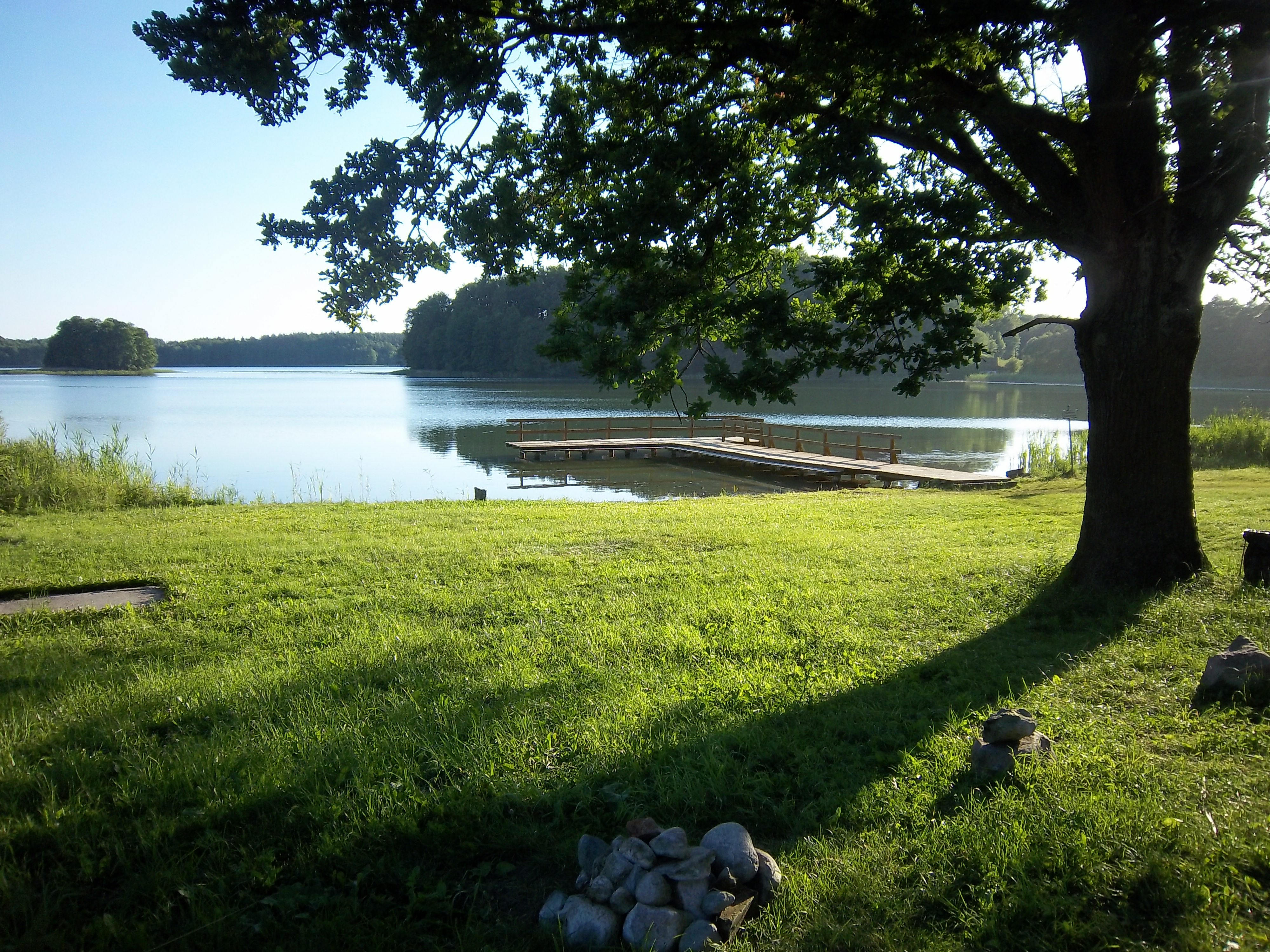
Bootsanlege- und Badestelle

Das zunächst Ziegenbergk und nach 1564 Koseberg genannte Dorf mit Gut und Schloss wurde 1448 erstmals urkundlich erwähnt. Am 7. Mai 1874 wurde Ziegenberg ein Amtsdorf und damit namensgebend für einen Amtsbezirk im Kreis Osterode in Ostpreußen innerhalb des Regierungsbezirks Königsberg (ab 1905: Regierungsbezirk Allenstein) in der preußischen Provinz Ostpreußen.
Vor 1886 war Gut Ziegenberg im Eigentum der Familie von Woisky. Etwa Ende des 19. Jahrhunderts fiel der örtliche Gutsbesitz an den zweiten Sohn der Amalie Gräfin von Rothenburg, geb. Freiin Schenck von Geyern, und ihres ersten Ehemannes Friedrich Wilhelm Fürst zu Hohenzollern-Hechingen, respektive ihres zweiten Mannes, des Hofmarschalls Gustav von Meske, an Graf Wilhelm von Rothenburg (1861–1929). Sein Gut Schönhausen war um 1914 etwa 820 ha groß. Graf Wilhelm war mit Frede-Marie Burggräfin und Gräfin zu Dohna-Schlodien (1873–1959), verheiratet. Ihre beiden Söhne Friedrich Wilhelm Graf Rothenburg, später SS-Führer, und Joachim-Albrecht Graf Rothenburg wurden in Ziegenberg geboren, lebten und bewirtschafteten Schönhausen bis etwa 1915. Mindestens seit 1917 lebte die ganze Familie in Dresden. Spätestens ab 1918 war Gut Schönhausen mit 819 ha in den Händen eines bürgerlichen Besitzers, 1931 des Amtmannes Johannes Görtz. Er ließ such auch frühzeitig die Brennereirechte übertragen.
Im Jahre 1910 zählte der Gutsbezirk Ziegenberg 113 Einwohner. Am 26. Dezember 1926 wurde Ziegenberg in „Schönhausen (Ostpr.)“ umbenannt. Im Jahre 1928 erhielt die Amtsbezirk Ziegenberg die Umbenennung in „Amtsbezirk Brückendorf“. Die Zahl der Einwohner Schönhausens belief sich 1933 auf 87, 1939 auf 69.
Als im Jahre 1945 das gesamte südliche Ostpreußen an Polen überstellt werden musste, war auch Schönhausen davon betroffen. Das kleine Dorf erhielt die polnische Namensform „Kozia Góra“ und ist heute Sitz eines Schulzenamtes (polnisch Sołectwo). Als solches ist es in die Landgemeinde Łukta (Locken) im Powiat Ostródzki (Kreis Osterode in Ostpreußen) eingegliedert, bis 1998 der Woiwodschaft Olsztyn, seither der Woiwodschaft Ermland-Masuren mit Sitz in Olsztyn (Allenstein) zugehörig.

### Amtsbezirk Ziegenberg (1874–1928)
Bei seiner Errichtung gehörten zum Amtsbezirk Ziegenberg fünf Orte. Zur Zeit der Umbenennung in „Amtsbezirk Brückendorf“ waren es aufgrund einer Strukturreform noch vier:
| Deutscher Name                    | Polnischer Name    | Anmerkungen                                                  |
| --------------------------------- | ------------------ | ------------------------------------------------------------ |
| Brückendorf                       | Mostkowo           |                                                              |
| Koiden                            | Kojdy              | 1928 nach Falkenstein im Amtsbezirk Falkenstein eingemeindet |
| Luzeinen                          | Lusajny            |                                                              |
| Magergut (Nord) Magergut (Süd)    | Maronie Chudy Dwór |                                                              |
| Ziegenberg 1926–1945: Schönhausen | Kozia Góra         |                                                              |

## Kirche
Bis 1945 war Ziegenberg resp. Schönhausen in die evangelische Kirche Locken (polnisch Łukta) in der Kirchenprovinz Ostpreußen der Kirche der Altpreußischen Union, außerdem in die römisch-katholische Kirche Osterode in Ostpreußen (polnisch Ostróda) eingepfarrt.
Heute gehört Kozia Góra katholischerseits zur Pfarrei Łukta im Erzbistum Ermland, evangelischerseits zur Kirche Łęguty (Langgut), einer Filialkirche von Ostróda in der Diözese Masuren der Evangelisch-Augsburgischen Kirche in Polen.

## Verkehr

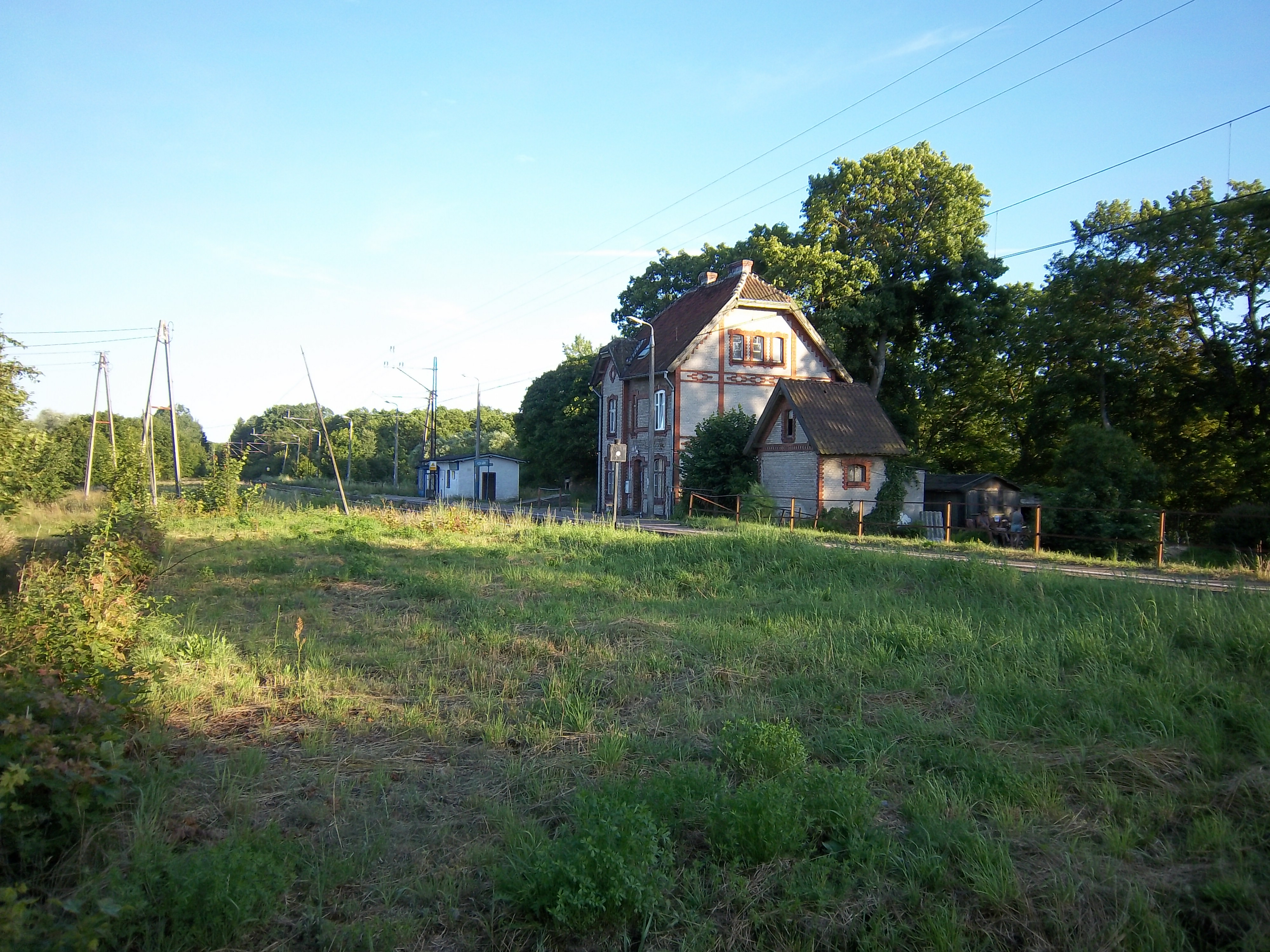
Die Bahnstation Kozia Góra

Kozia Góra liegt westlich der Woiwodschaftsstraße 530 und ist von Mostkowo (Brückendorf) aus zu erreichen. Auch von der Nachbargemeinde Gubity (Gubitten) besteht eine Straßenverbindung nach Kozia Góra.
Im Jahre 1883 wurde Ziegenberg Bahnstation an der von Elbing (polnisch Elbląg) kommenden und heutigen PKP-Bahnstrecke 220 Bogaczewo–Olsztyn (Güldenboden–Allenstein). Von 1927 bis 1945 lautete der Stationsname „Schönhausen (Ostpreußen)“, seitdem „Kozia Góra“.

## Persönlichkeiten
- Margarethe von Woisky, 1868 in Ziegenberg geboren, Ehefrau des kgl. preuß. Generalleutnants Otto von Preinitzer[18]